# 怪人二十面相 (1958年のテレビドラマ)
『怪人二十面相』（かいじんにじゅうめんそう）は、日本テレビ系列で1958年11月23日から1960年6月5日まで放送されたテレビドラマ。江戸川乱歩の少年探偵団のドラマ化である。生放送で日曜日の19:30～20:00放映、全81話。森永製菓の一社提供。キャストが「？」となっている怪人二十面相は原田甲子郎が演じた。

## キャスト
- 明智小五郎 - 佐伯徹[1]
- 怪人二十面相 - 原田甲子郎[1]
- 小林少年 - 桧晋樹
- ポケット小僧 - 江木俊夫[1]

## 主題歌など
- 少年探偵団の歌 （歌：上高田少年合唱団、作詞：志村透、作曲：鏑木創)
- 追せきの歌 （歌：上高田少年合唱団、作詞：長田恒雄、作曲：鏑木創)[3]